# テゴマス 2nd ライブ テゴマスのあい
『テゴマス 2nd ライブ テゴマスのあい♥』は日本の男性アイドルグループ、テゴマスの2枚目のDVD。

## 概要
- 初回・通常共に収録内容は同じだが、初回盤のみ52Pスペシャルブックパッケージ仕様となっている
- また、追加公演の「続・テゴマスのあい♥」から3曲とツアードキュメンタリーが収録されている。

## 収録内容

### DISC1
※APPROX.130min.
1. 音色
2. ら・ら・桜
3. キミ+ボク=LOVE?
4. ミソスープ
5. Chocolate
6. What's going on?
7. もしも、この世界から○○がなくなったら
8. 片想いの小さな恋
9. ケセナイ - 手越祐也
10. みんながいる世界をひとつに愛をもっとGive&Takeしましょう - 増田貴久
11. 僕のシンデレラ
12. (MC)
13. Chu Chu Chu!
14. パスタ
15. はなむけ
16. ぼくらの空
17. HIGHWAY
18. チーター ゴリラ オランウータン

### DISC2
※APPROX.104min.
1. 夜は星をながめておくれ
2. キッス〜帰り道のラブソング〜
3. チキンボーヤ

### 特典映像
※Disc2のみ収録
1. 続・テゴマスのあい♥

- ただいま、おかえり
- 僕のシンデレラ
- アイノナカデ

1. テゴマスのあいのうら -Tour Documentary